# Ikhwène
Ikhwène é um curta-metragem tunisiano de 2018 dirigido e escrito por Meryam Joobeur. Responsável por explorar as tensões de uma família da Tunísia, foi indicado ao Oscar 2020.